# Stomacontion capense
Stomacontion capense är en kräftdjursart. Stomacontion capense ingår i släktet Stomacontion och familjen Lysianassidae. Inga underarter finns listade i Catalogue of Life.